# McKinnon-Gletscher
Der McKinnon-Gletscher ist ein Gletscher im ostantarktischen Mac-Robertson-Land. Im östlichen Teil der Aramis Range in den Prince Charles Mountains fließt er südöstlich des Nemesis-Gletschers zum Beaver Lake.
Das Gebiet um den Gletscher wurde erstmals 1956 durch Wissenschaftler der Australian National Antarctic Research Expeditions (ANARE) erkundet. Luftaufnahmen derselben Forschungsreihe dienten seiner Kartierung. Das Antarctic Names Committee of Australia benannte ihn nach seinem Sekretär Graeme William McKinnon (1921–2000), der 1960 eine ANARE-Mannschaft zur Erkundung der Prince Charles Mountains angeführt hatte.